# Peder Christopher Stenersen
Peder Christopher Stenersen (9. april 1723 i Gudbrandsdalen – 17. april 1776 i Tølløse) var en dansk-norsk gejstlig og forfatter.
Stenersen blev student 1738, magister ti år senere. Hans første literære indsats var en ret bidsk kritik af Eilschovs forsøg på at afløse fremmedordene i videnskabelig terminologi med danske. Det var også Stenersens sproglige interesse, som lod ham forsøge sig som digter i Klopstocks stil. I Kritiske Tanker over rimfri Vers protesterer han mod rimets tvang og praktiserer sin teori i nogle oder, der vakte en vis opmærksomhed ved deres metriske smidighed efter antikt forbillede (bedst kendt er Ode til Brudgom og Brud).